# 馬自達鷲羽
馬自達鷲羽（日语：マツダ・鷲羽〔わしゅう〕；Mazda Washū）是一款由日本馬自達公司開發的概念車。

## 概要
該款車於2003年1月5日開幕的北美國際車展正式對外公開，是一款六人座休旅概念車。車頂天窗之材質為液晶調光玻璃，可電動調整為透明或不透明，並可開啟40公分讓乘客站著走出車廂外。同樣是電動控制的車側滑門可向後滑動，車尾門則向下移動，前門則可向外打開垂直90度，所有車門開啟時像是大鵬展翅，故名之為鷲羽。
此外，觸碰式方向盤在停車時能收入底座，左右後視鏡沒有設置，改以攝影機在中控台的多功能液晶螢幕顯示車身四周的狀況。車內六張座椅皆可獨立摺疊，即時坐滿六名乘客，在軸距長達3,200mm的車室空間內並不會感到侷促。

## 車輛規格
- 全長：4,800mm
- 軸距：3,200mm
- 乘坐人數：6人
- 引擎：3.5L V型六缸引擎，最大馬力245ps / 6,500rpm、最大扭力29.0kg·m / 3,500rpm。
- 變速系統：六速自動排檔
- 懸吊系統：前輪雙A臂、後輪多連桿

## 外部連結
- （日語） 馬自達官方網站新聞稿[永久]
- 【MAZDA】Washu「鷲羽」[永久]